# ФК Манчестер јунајтед
Фудбалски клуб Манчестер јунајтед (енгл. Manchester United Football Club) професионални је фудбалски клуб из Манчестера у Енглеској.
Као домаћин своје утакмице игра на стадиону Олд Трафорд, који има капацитет од 76.212 седећих места. Манчестер јунајтед је најтрофејни клуб у Енглеској откако се игра Премијер лига. Титулу шампиона Енглеске је освајао 20 пута, ФА куп 13 пута, Лига куп 6 пута, ФА Комјунити шилд 21 пут, Лигу шампиона 3 пута, а по једном Куп победника купова, Лигу Европе, УЕФА суперкуп, Интерконтинентални куп и Светско клупско првенство.

## Историја

### Почеци (1878—1945)
Клуб је основан 1878. године под именом Фудбалски клуб Њутон хит ЛЈР (енгл. Newton Heath LYR Football Club). Основали су га радници железнице у Њутон хелту. Боје дресева су биле зелена и златна. Током првих 15 година постојања, клуб је своје утакмице као домаћин играо на Норт роуд стадиону, пре него што се 1893. преселио на Бенк стрит стадион. Током 1892. клуб је добио позив да се такмичи у Првој лиги, тада највишем рангу такмичења. Тада су прекинуте све везе са железницом и клуб је почео да функционише као самостална компанија. Њутон хелт се 1902. године налазио на ивици банкрота са дуговима који су били преко 2 500 фунти.
Непосредно пред само гашење, које је претило клубу, на његово чело долази Џон Хенри Дејвис, генерални директор Манчестерске пиваре. Према клупској легенди Дејвис је покушавао да убеди тадашњег капитена Њутон хелта, Херија Стефорда да му прода свог вишеструко награђиваног Бернардинца. То му није пошло за руком али је уместо тога, Стефорд убедио њега да инвестира у клуб и постане његов председник. На једном од првих састанака управног одбора, донета је одлука о промени име тима. Разматрана су имена Манчестер сентрал и Манчестер селтик. Млади италијански имигрант Луис Рока је предложио да клуб назову Манчестер јунајтед. Осталим члановима управе се име свидело и тако је клуб под тим именом званично почео да постоји 24. априла 1902. Дејвис је такође донео одлуку о промени клупских боја у црвену и белу.
Ернест Менгнал је дошао у клуб након што је Џејмс Вест поднео оставку на место тренера 28. септембра 1902. Менгнал је имао задатак да уведе Манчестер јунајтед у Прву дивизију. Већ у првој сезони, тај циљ му је за мало измакао јер је Манчестер ту сезону завршио као пети. Схватио је да су екипи била неопходна појачања, па је довео голмана Херија Могера, одбрамбеног фудбалера Дика Дакворта и нападача Џека Пикена. Највеће појачање је био центархалф Чарли Робертс, који је дошао из Гримзби тауна за тада рекордних 750 фунти. Сезону су тада завршили као трећи, са само бодом заостатка у односу на екипу која се пласирала у виши ранг.
У сезони 1905/06. Манчестер јунајтед је успео да избори пласман у Прву дивизију, по први пут под новим именом. Прву своју сезону у највишем рангу такмичења су завршили на осмом месту. Против Манчестер ситија је тада била покренута истрага због тога што су неким својим фудбалерима давали плате које су биле веће од максимума који је прописивала Фудбалска асоцијација. Манчестер сити је новчано кажњен а осморици играча су биле изречене суспензије и доживотна забрана играња за Манчестер сити. Јунајтед је то искористио и успео је да ангажује Билија Мередита и Сандија Турнбула. Они су стекли право да играју за нови клуб тек од почетка 1907. године. Тек у наредној сезони екипа је дошла до праве форме и укључила се у борбу за титулу. Сјајно су тада почели сезону победом над Шефилд јунајтедом (2—1), што је била њихова прва од десет узастопних победа. Сезону су завршили знатно слабије али им је и то било довољно да дођу до своје прве шампионске титуле у историји. Ту сезону 1907/08. су завршили са девет бодова више у односу на другопласирану Астон Вилу.
На почетку наредне сезоне Јунајтед је освојио нови трофеј. Освојили су први Комјунити шилд, такмичење које је тада било установљено и у коме су се састајали победник првенства и освајач ФА купа из претходне сезоне. На крају те сезоне су освојили и свој први ФА куп. За освајање тог трофеја најзаслужнији су били Мередит и Турнбул, који је био стрелац победоносног гола у финалу. Следећи трофеј је освојен након две године када су били шампиони у сезони 1910/11. У међувремену су се преселили на нови стадион, Олд Трафорд који је отворен 19. фебруара 1910. године, утакмицом против Ливерпула коју је Манчестер јунајтед изгубио са 4-3 и поред предности од 3-0. У сезони 1911/12. поново су освојили Прву дивизију, када их је са клупе још увек предводио Менгнал. Он је касније прешао у Манчестер сити након десет сезона проведених на клупи Јунајтеда. На освајање наредне титуле првака Манчестер јунајтед је чекао пуну 41 годину.
Манчестер јунајтед је испао из лиге 1922. да би се поново вратио 1925. а затим опет испао 1931. године. Најслабији пласман су забележили 1934. када су сезону завршили на 20. месту Друге дивизије. Још једном су се пласирали и испали из највишег ранга такмичења пре него што су се у сезони уочи Другог светског рата вратили на дужи период.

### Безбијева ера (1945—1969)
Мат Безби је постављен за менаџера октобра 1945. Захтевао је да му се дозволи пуна контрола над свим селекцијама тима, као и потпуна слобода у пословима око трансфера играча и вођења тренинга. Са клупе је водио тим до освајања друге позиције у првенству у три узастопне сезоне 1946, 1947. и 1948, као и до освајања ФА Купа 1948. Манчестер јунајтед је прву титулу првака након 41 године, а трћу укупно, освојио 1952. Првенство су поново освојили 1956, са тимом чија је просечна старост износила 22 године, и због те њихове младости новинари су ови генерацију клуба прозвали Безбијевим бебама. Манчестер јунајтед је 1957. постао прва Енглеска екипа која је наступила у Купу шампиона, упркос противљењу званичника лиге, који су сезону раније забранили Челсију да заигра у Европи. На путу до полуфинала у којем су елиминисани од Реал Мадрида, савладали су Андерлехт са 10-0, што је остала најубедљивија победа у досадашњој историји клуба.
Наредне сезоне при повратку са четвртфиналне утакмице Купа шампиона са Црвеном звездом, авион који је превозио новинаре, играче и званичнике Манчестер јунајтеда се срушио при покушају узлетања са минхенског аеродрома. Минхенска трагедија, како су ову несрећу назвали новинари, одиграла се 6. фебруара 1958. и у њој су страдале 23 особе укључујући и осам фудбалера Јунајтеда (Џеф Бент, Роџер Берн, Еди Колман, Данкан Едвардс, Марк Џонс, Дејвид Пег, Томи Тејлор и Били Велан) док је велики број путника био теже и лакше повређен.
Џими Марфи, тренер резервног тима је заменио Безбија на месту тренера првог тима, док се он опорављао од последица авионске несреће. Јунајтед је предвођен Марфијем стигао до финала ФА Купа у којем су поражени од Болтон Вондерерса. УЕФА је због трагедије која је задесила клуб одлучила да им упути позив да се и у сезони 1958/59. такмиче у Купу шампиона. Међутим, челници енглеске лиге нису им то дозволили, уз образложење да би учешће у том такмичењу требало да узму само екипе које су то и избориле на терену.
Током шездесетих Безби је створио нови тим од играча из Јунајтедове омладинске школе, предвођених Џорџ Бестом и од играча које је купио, међу којима су били Денис Лоу и Пат Креранд. ФА Куп су освојили 1963. док су сезону након тога у првенству завршили на другом месту. Титулу првака су освојили 1965. и 1967. Куп шампиона су освојили 1968. чиме су постали први енглески и други британски тим којем је то пошло за руком. У финалу су савладали Бенфику са 4:1. Мат Безби је 1969. поднео оставку након 24 године проведене у клубу, а наследио га је тренер резервног тима и бивши играч Вилф Макгинис.

### 1969—1986.
Након освојеног осмог места у финишу сезоне 1969/70. и лошег старта у сезони 1970/71, управа је Безбија убедила да се привремено врати на место менаџера а дотадашњи тренер Макгајнес се вратио на место тренера резервног тима. У јуну 1971. године, Френк О’Фарел је именован за менаџера али његов ангажман је трајао мање од 18 месеци а након тога је замењен Томијем Доертијем у децембру 1972. године. Доерти је те сезоне спасио клуб од испадања, али му то није пошло за руком наредне сезоне, па је Јунајтед 1974. испао из лиге. До тада је чувени трио, Бест, Лоу, Чарлтон већ напустио клуб. Већ наредне сезоне су изборили повратак у највиши ранг. Пласман у финале ФА Купа су изборили 1976. али су у њему поражени од Саутхемптона. И наредне сезоне су стигли до финала овог такмичења, само што су овога пута савладали Ливерпул 2:1. Убрзо након тога Доерти је отпуштен, након што је избио „скандал“, када су медији открили да је у вези са супругом клупског физиотерапеута..
Дејв Секстон је заменио Дортија на месту менаџера током лета 1977. Упркос бројним појачањима међу којима су били и Џо Џордан, Гордон Маквин, Гери Бејли и Реј Вилкинс, Јунајтед није успео да оствари неки значајнији резултат. Били су други у првенству у сезони 1979/80. и стигли су до финала ФА Купа 1979. у којем су поражени од Арсенала. Секстон је отпуштен 1981. у тренутку када је клуб ушао у серију од седам узастопних победа под његовим водством. Заменио га је Рон Еткинсон који је одмах довео Брајана Робсона из Вест Бромвич албиона, чиме је оборио дотадашњи британски рекорд у износу обештећења плаћеног за једног играча. Са њим на клупи Јунајтед је освојио два ФА Купа у три године (1983. и 1985). У сезони 1985/86. јунајтед је одлично почео сезону и био непоражен у првих 15 кола (13 победа и две нерешене) али је након слабијих партија у остатку сезоне првенство завршио на четвртом месту. Наредну сезону су доста лоше почели, па су се у новембру нашли у зони испадања, што је довело до отказа Еткинсону.

### Фергусонова ера (1986—2013)
Алекс Фергусон и његов помоћник Арчи Нокс су прешли из Абердина у Јунајтед истог дана када је Еткинсон смењен. Преузели су клуб док се налазио у опасној зони и успели да га доведу до 11. места на крају те сезоне. У сезони 1987/88. су заузели друго место али су већ наредне сезоне поново били 11. Пред финале ФА Купа 1990. Фергусону је претио отказ али му је победа над Кристал паласом у реваншу (3:3 у првој утакмици) сачувала посао. Наредне сезоне је Манчестер јунајтед освојио свој први трофеј у Купу победника купова а потом и УЕФА суперкуп победом над освајачем Купа шампиона Црвеном звездом (1:0) на Олд Трафорду. До другог узастопног финала у Лига купу су стигли 1992. и тада су били бољи од Нотингем фореста за разлику од претходног у којем су поражени од Шефилд венсдија. Своју прву титулу у првенству након 1967. су освојили 1993, а већ наредне су је одбранили, што им је пошло за руком први пут од 1957. Одбраном титуле првака и освајањем ФА Купа успели по први пут у својој историји да освоје дуплу круну.
У сезони 1998/99. Манчестер јунајтед је постао први клуб који је успео да освоји Премијер лигу, ФА Куп и Лигу шампиона у једној сезони, такозвану Триплу круну. У финалу Лиге шампиона су губили 1:0 од Бајерн Минхена али су након голава Тедија Шерингама и Оле Гунар Солшера у надокнади времена, успели да направе највећи преокрет у историји фудбала. Након тога су освојили Интерконтинентални куп победом над Палмеирасом (1:0) у Токију. Фергусон је након тога добио титулу Сера због доприноса развоју фудбала.
Манчестер јунајтед је освојио првенство у сезони 1999/00. и 2000/01. Сезону 2001/02. су завршили на трећем месту, да би већ наредне сезоне повратили титулу. Фа Куп су освојили у сезони 2003/04. победом над Милволом (3:0) на Миленијуском стадиону у Кардифу. Јунајтед је у сезони 2005/06. такмичење у Лиги шампиона завршио у групној фази, први пут после више од десет година. У првенству су били други а освојили су и Лига куп победом над Виганом. Титулу су повратили у сезони 2006/07. а у сезони 2007/08. су успели да је одбране. Те сезоне су освојили дуплу круну, јер су поред првенства освојили и Лигу шампиона победом над Челсијем од 6:5 након пенала, на Стадиону Лужники у Москви. Рајан Гигс је у овој утакмици забележио 759 наступ у дресу Манчестер јунајтеда, чиме је оборио рекорд по броју наступа који је до тада држао Боби Чарлтон. Децембра 2008. су освојили Светско клупско првенство, а затим су до краја сезоне освојили и Лига куп и првенство, по трећи пут узастопно. Тог лета је Кристијано Роналдо продат Реал Мадриду за рекордних 80 милиона фунти. Победом над Астон Вилом (2:1) у финалу Лига купа 2010. по први пут су одбранили титулу у такмичењу које се игра по куп систему.
Након што су у сезони 2009/10. били други иза Челсија, следеће сезоне су освојили своју 19. титулу првака Енглеске, чиме су постали најтрофејнија екипа у овом такмичењу. Наредне сезоне су били други иза Манчестер ситија, а у сезони 2012/13. су освојили своју 20. титулу првака.

### 2013—до данас
Фергусон је 8. маја 2013. објавио да се повлачи са места менаџера, али је остао у клубу на функцији директора и амбасадора. Већ наредног дана је клуб објавио да ће Фергусона наследити дотадашњи менаџер Евертона Дејвид Мојз. Мојз је 1. јула потписао шестогодишњи уговор, а већ током августа је освојио први трофеј у Комјунити шилду. Ипак, сезона је била неуспешна па је Мојз крајем априла 2014. године добио отказ. Након што је сезону на клупи завршио Рајан Гигс, током лета 2014. ангажован је искусни холандски стручњак Луј ван Гал који је током своје две сезоне на клупи "црвених ђавола" освојио ФА куп у сезони 2015/16. али истовремено и афирмисао неколико младих играча који ће представљати светлу будућност новог тима Јунајтеда. Током лета 2016. године на место тренера клуба са Олд Трафорда дошао је трофејни португалски стручњак Жозе Морињо, већ доказан у енглеском фудбалу као први стратег лондонског Челсија. Већ у својој првој сезони Мурињо је освојио три трофеја, комјунити шилд, лига куп Енглеске и на крају лигу Европе, једини међународни трофеј који је недостајао у богатој ризници Манчестер јунајтеда. Овим последњим успехом, Мурињо је успео да врати клуб у лигу шампиона где ће му амбиције сигурно бити велике. Након лоших резултата и пораза против Ливерпула (1:3), Мурињо добија отказ 18. децембра 2018. и након две године није више шеф стручног штаба Манчестер јунајтеда, његов наследник ће пробати поправити стање у клубу и резултате. Актуелни шеф стручног штаба је норвежанин Оле Гунар Солшер који је претходно био шеф струке у норвешком Молдеу, промовисан је у шефа струке Манчестер јунајтеда 19. децембра 2018. године.

## Боје
| 1879–87 | 1887–93 | 1893–94 | 1894–96 | 1896–1902 |

| 1902–20, 1921–22, 1927–34, 1934–60, 1971–до данас | 1920–21, 1963–71 | 1922–27 | 1934 | 1960–63, 1997–до данас |

## Спонзори
Спонзор дреса Манчестер јунајтеда је први по величини амерички произвођач аутомобила Џенерал моторс (енг: General Motors), и од сезоне 2014-15 на дресу ће бити лого Шевролет-a (енг: Chevrolet) уместо досадашњег спонзора Аон, од наведеног уговора клуб ће у наредних 7 година профитирати 559 милиона америчких долара.
Званични спонзори клуба:
- Аоn (енг: )
- Најки (енг: Nike)
- DHL (енг: DHL)
- bwin (енг: )
- Синга пиво (енг: Singha beer)
- Аерофлот - Руске Авиолиније (рус. Аэрофлот — Российские авиалинии)

## Тренутни састав
Ажурирано 1. септембра 2024.
| Бр. |                 | Позиција | Играч                     |
| --- | --------------- | -------- | ------------------------- |
| 1   | Турска          | Г        | Алдај Бајиндир            |
| 2   | Шведска         | О        | Виктор Линделоф           |
| 3   | Мароко          | С        | Нусаир Мазрауи            |
| 5   | Холандија       | О        | Матајс де Лихт            |
| 5   | Енглеска        | О        | Хари Мегвајер             |
| 6   | Аргентина       | О        | Лисандро Мартинез         |
| 7   | Енглеска        | С        | Мејсон Маунт              |
| 8   | Португалија     | С        | Бруно Фернандес (капитен) |
| 9   | Норвешка        | Н        | Расмус Хејлунд            |
| 10  | Енглеска        | Н        | Маркус Рашфорд            |
| 11  | Холандија       | Н        | Џошуа Зиркзе              |
| 12  | Холандија       | О        | Тајрел Маласија           |
| 14  | Данска          | С        | Кристијан Ериксен         |
| 15  | Француска       | О        | Лени Жоро                 |
| 16  | Обала Слоноваче | Н        | Амад Диало                |

| Бр. |               | Позиција | Играч             |
| --- | ------------- | -------- | ----------------- |
| 17  | Аргентина     | Н        | Алехандро Гарначо |
| 18  | Бразил        | С        | Касемиро          |
| 20  | Португалија   | О        | Диого Дало        |
| 21  | Бразил        | Н        | Ентони            |
| 22  | Енглеска      | Г        | Том Хитон         |
| 23  | Енглеска      | О        | Лук Шо            |
| 24  | Камерун       | Г        | Андре Онана       |
| 25  | Уругвај       | С        | Мануел Угарте     |
| 35  | Северна Ирска | О        | Џони Еванс        |
| 36  | Енглеска      | Н        | Итан Вајтли       |
| 37  | Енглеска      | С        | Коби Мејну        |
| 41  | Енглеска      | О        | Хари Амас         |
| 43  | Енглеска      | С        | Тоби Колјер       |
| 44  | Енглеска      | С        | Дан Гор           |

## Значајни играчи
| - Вејн Руни - Рио Фердинанд - Мајкл Керик - Пол Скоулс - Боби Чарлтон - Данкан Едвардс - Фил Џоунс - Крис Смолинг - Дејвид Бекам - Гери Невил - Теди Шерингам - Ешли Јанг - Рајан Гигс | - Нани - Рој Кин - Џорџ Бест - Ерик Кантона - Немања Видић - Оле Гунар Солшер - Руд ван Нистелрој - Едвин ван дер Сар - Кристијано Роналдо - Маруан Фелаини - Робин ван Перси - Димитар Бербатов - Питер Шмејхел |

## Управа
Директори
- Власник: Породица Глејзер посредством Red Football Shareholder Limited
- Почасни председник: Мартин Едвардc

Борд Манчестер јунајтед Д. О. О.
- Копредсједавајући: Аврам Глејзер и Џоел Глејзер
- Извршни потпредседник: Ед Вудворд
- Управљачки извршни директор: Ричард Арнолд
- Извршни директор за операције: Мајкл Болингбрук
- Директор корпоративног развоја: Џејмисон Ригл
- Неизвршни директори:. Брајан Глејзер, Кевин Глејзер, Едвард Глејзер, Дарси Глејзер, Роберт Леитао, Џон Хукс и Ману Шовнеј

Фудбалски клуб Манчестер јунајтед
- Директори: Дејвид Гил, Мајкл Еделсон, Сер Боби Чарлтон, Сер Алекс Фергусон
- Секретар клуба: Џон Александер
- Амбасадори клуба: Енди Кол, Гери Невил, Брајан Робсон, Петер Шмејхел, Боби Чарлтон, Алекс Фергусон, Пак Џи Сонг, Двајт Јорк, Немања Видић

Менаџмент првог тима
- Менаџер: Ралф Рангник
- Помоћник менаџера: Руи Фарија
- Помоћни тренер: Силвино Лоуро
- Помоћни тренер: Рикардо Формозињо
- Тренер голмана: Емилио Алварез
- Фитнес тренер: Карлос Лалин
- Кондициони тренер: Гери Вокер
- Психолог: Др. Ричард Хокинс
- Менаџер резервног тима: Ворен Џојс
- Шеф скаута: Џим Лејлор

Фудбалска академија
- Директор академије: Брајан Меклер
- Тренери: Еди Лич, Томи Мартин, Мајк Глени, Енди Велш

## Успеси

### Национални
- Прва дивизија / Премијер лига
  - Првак (20–рекорд) : 1907/08, 1910/11, 1951/52, 1955/56, 1956/57, 1964/65, 1966/67, 1992/93, 1993/94, 1995/96, 1996/97, 1998/99, 1999/00, 2000/01, 2002/03, 2006/07, 2007/08, 2008/09, 2010/11, 2012/13.
  - Вицепрвак (17) : 1946/47, 1947/48, 1948/49, 1950/51, 1958/59, 1963/64, 1967/68, 1979/80, 1987/88, 1991/92, 1994/95, 1997/98, 2005/06, 2009/10, 2011/12, 2017/18, 2020/21.
- Друга дивизија
  - Првак (2) : 1935/36, 1974/75.
  - Вицепрвак (4) : 1896/97, 1905/06, 1924/25, 1937/38.
- ФА куп
  - Освајач (13) : 1908/09, 1947/48, 1962/63, 1976/77, 1982/83, 1984/85, 1989/90, 1993/94, 1995/96, 1998/99, 2003/04, 2015/16, 2023/24.
  - Финалиста (9) : 1956/57, 1957/58, 1975/76, 1978/79, 1994/95, 2004/05, 2006/07, 2017/18, 2022/23.
- Лига Куп
  - Освајач (6) : 1991/92, 2005/06, 2008/09, 2009/10, 2016/17, 2022/23.
  - Финалиста (4) : 1982/83, 1990/91, 1993/94, 2002/03.
- ФА Комјунити шилд (17 самосталних трофеја и 4 заједничка – 1965, 1967, 1977 и 1990)
  - Освајач (21–рекорд) : 1908, 1911, 1952, 1956, 1957, 1965, 1967, 1977, 1983, 1990, 1993, 1994, 1996, 1997, 2003, 2007, 2008, 2010, 2011, 2013, 2016.
  - Финалиста (10) : 1948, 1963, 1985, 1998, 1999, 2000, 2001, 2004, 2009, 2024.

### Међународни
- Куп европских шампиона / Лига шампиона
  - Освајач (3) : 1967/68, 1998/99, 2007/08.
  - Финалиста (2) : 2008/09, 2010/11.
- Куп победника купова
  - Освајач (1) : 1990/91.
- УЕФА суперкуп 
  - Освајач (1) : 1991.
  - Финалиста (3) : 1999, 2008, 2017.
- Интерконтинентални куп
  - Освајач (1) : 1999.
  - Финалиста (1) : 1968.
- Светско клупско првенство
  - Освајач (1) : 2008.
- Лига Европе
  - Освајач (1) : 2016/17.
  - Финалиста (2) : 2020/21, 2024/25.
- Међународни куп шампиона[44]
  - Освајач (1) : 2014.

## Рекорди
- Највећа победа у лиги: 10-1 - Вулверхемптон вондерерси, 15. октобар 1892.
- Највећа победа у Премијер лиги: 9-0 - Саутхамптон, 2. фебруар 2021.
- Највећа победа у еврокуповима: 10-0 - Андерлехт, Лига шампиона, 26. септембар 1956.
- Највећа победа на гостовању: 8-1 - Нотингем форест, фебруар 1999.
- Највећи пораз у лиги: 0-7 - Блекберн роверси, 10. април 1926.
- Највећи пораз у купу: 1-7 - Барнли, ФА куп, 13. фебруар 1901.
- Највећи број одиграни мечева : 1000 Рајан Гигс
- Највише постигнутих голова : 253 Вејн Руни
- Највише постигнутих голова у лиги: 199 Боби Чарлтон (1956—1973)
- Највише постигнутих голова у сезони: 32 Денис Вајолет (1959—1960)
- Највише постигнутих голова на мечу: 6 Џорџ Бест - Нортхемптон таун, 7. фебруар 1970.
- Највише позива у репрезентацију: 129 Петер Шмејхел - Данска
- Највише одиграних мечева: 1000 Рајан Гигс (1991-)
- Највећа посета у лиги: 76.098 - Блекберн роверси, Олд Трафорд 31. март 2007.
- Највећа посета Олд Трафорда: 76.962, Вулверхемптон вондерерси - Гримсби таун, полуфинале ФА купа, 25. март 1939.
- Највише мечева без пораза : 45 (сва такмичења), од 24. децембра 1998. до 3. октобра 1999.
- Највише голова у сезони: 103 1956/57, 1958/59
- Највише бодова у сезони: 92 - 42 меча 1993/94

## Стадион
- Назив - Олд Трафорд
- Град - Манчестер
- Капацитет - 76.212
- Изграђен - 1910.
- Величина терена - 106 x 69.5 m